# Procladius noctivagus
Procladius noctivagus är en tvåvingeart som först beskrevs av Jean-Jacques Kieffer 1910.  Procladius noctivagus ingår i släktet Procladius och familjen fjädermyggor. Inga underarter finns listade i Catalogue of Life.